# Cetopsorhamdia insidiosa
Cetopsorhamdia insidiosa är en fiskart som först beskrevs av Steindachner, 1915.  Cetopsorhamdia insidiosa ingår i släktet Cetopsorhamdia och familjen Heptapteridae. Inga underarter finns listade i Catalogue of Life.